# ビール湖
ビール湖 （ドイツ語: Bielersee）は、スイス・ベルン州の湖。ヌーシャテル湖、ムートン湖 ( en:Lake Murten) と並んで、ジュラ山脈地域の3大湖のひとつである。ドイツ語圏とフランス語圏の境界に位置している。

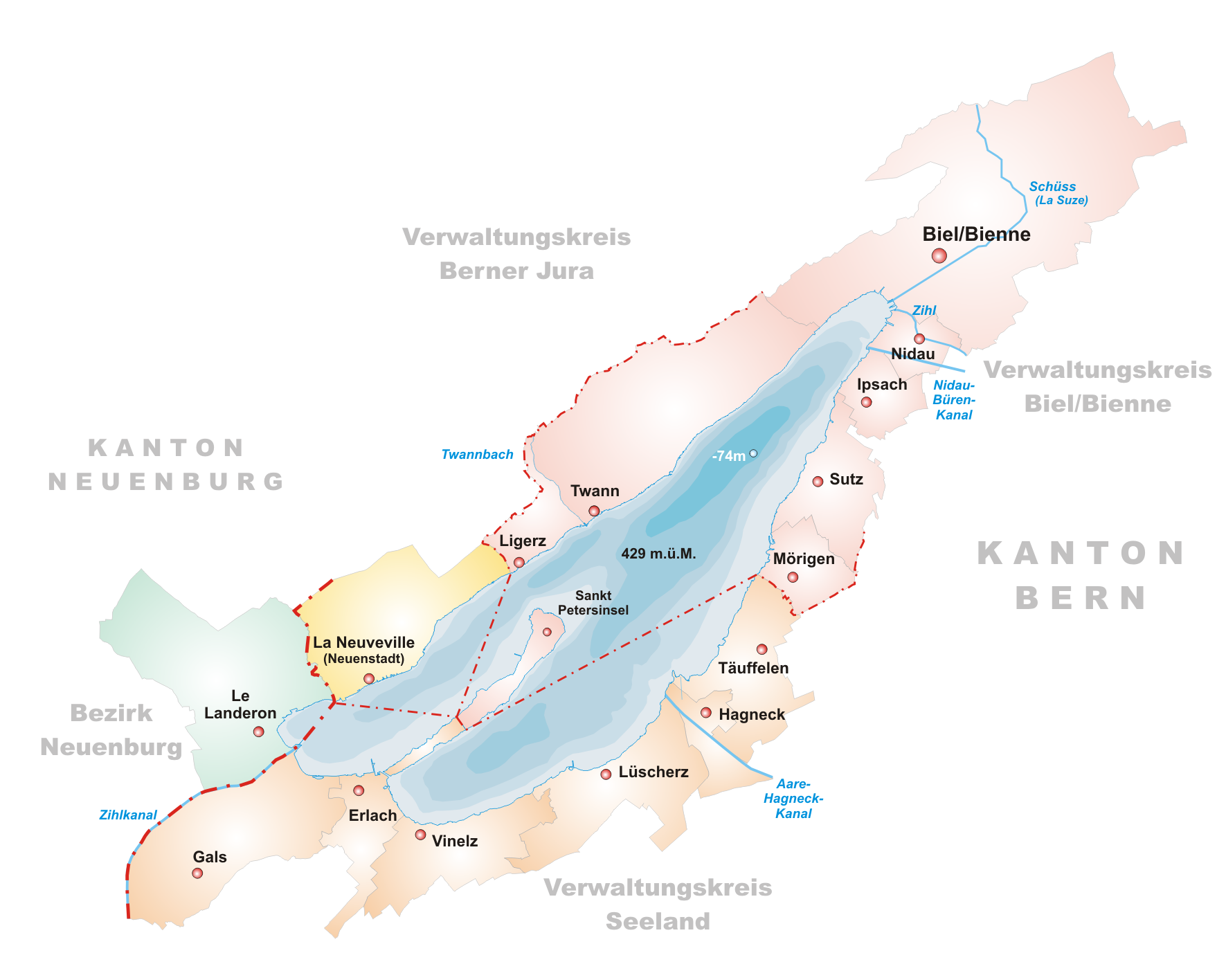
ビール湖の位置